# Ким Джи Су (футболист)
Ким Джи Су (кор. 김지수; род. 24 декабря 2004, Пучхон, Кёнгидо) — южнокорейский футболист, центральный защитник английского клуба «Брентфорд», выступающий на правах аренды за немецкий «Кайзерслаутерн».

## Клубная карьера
Воспитанник клуба «Соннам», Ким дебютировал за основную команду клуба 14 мая 2022 года в матче Кей-лиги 1 против клуба «Сувон Самсунг Блюуингз». 26 июня 2023 года перешёл в английский клуб «Брентфорд».

## Карьера в сборной
Выступал за сборные Республики Корея до 15, до 16 и до 20 лет.